# Pribóc
Pribóc (szlovákul Príbovce) község Szlovákiában, a Zsolnai kerületben, a Turócszentmártoni járásban.

## Fekvése
Turócszentmártontól 12 km-re délre, a Turóc jobb partján fekszik.

## Története
A mai falu területén a korai bronzkorban a lausitzi kultúra települése állt. A mai települést 1230-ban „Terra Pribouch” néven említik először. 1235-ben „ville nomine Prebouch” alakban szerepel abban az adománylevélben, melyben II. András király a Radun grófoknak adja. 1287-ben „Pribolch”, 1294-ben „Pribouch”, 1534-ben „Pribocz”, 1543-ban „Prebowecz”, 1554-ben „Pribowce” alakban említik. 1695-ben a Beniczky, Oltás és Hroznovsky családok kúriái álltak a községben. 1715-ben 18 adózó háztartása volt. Evangélikus iskoláját 1784-ben alapították. 1785-ben 70 házában 475 lakos élt.
A 18. század végén Vályi András így ír róla: „PRIBÓCZ. Pribovcze. Tót falu Túrócz Vármegyében, földes Ura Beniczky Uraság, lakosai katolikusok, ’s leginkább evangelikusok, fekszik Valcsához nem meszsze, mellynek filiája, földgye termékeny, réttye hasznos, legelője különösen jó, melly kevés ugyan, még is számos marhát eltarthatnak, és hízlalnak, piatzozása Sz. Mártonban, és Mosóczon, első osztálybéli.”
Dohánygyára 1815-ben kezdte meg működését. 1828-ban 65 háza és 452 lakosa volt. Lakói földműveléssel, erdei munkákkal foglalkoztak.
Fényes Elek 1851-ben kiadott geográfiai szótárában így ír a faluról: „Pribócz, tót falu, Thurócz vmegyében, a Thurócz jobb partján a sz. mártoni országutban: 126 kath., 318 evang., 8 zsidó lak. Földe termékeny; legelője, rétje, igen jó; van kastélya s egy vizimalma. F. u. többen. Ut. p. Thurócz-Zsámbokrét.”
A trianoni diktátumig Turóc vármegye Turócszentmártoni járásához tartozott.
1944. szeptember 20-án határában súlyos harcok folytak.

## Népessége
| Év:            | 1994. | 2004.   | 2014.   | 2024.   |
| -------------- | ----- | ------- | ------- | ------- |
| Emberek száma: | 972   | 1058    | 1084    | 1098    |
| Eltérés:       |       | +8,84 % | +2,45 % | +1,29 % |

| Év:            | 2023. | 2024.   |
| -------------- | ----- | ------- |
| Emberek száma: | 1093  | 1098    |
| Eltérés:       |       | +0,45 % |

1880-ban 589-en lakták: 32 magyar, 35 német és 512 szlovák anyanyelvű; ebből 223 római katolikus, 344 evangélikus és 22 izraelita vallású.
1890-ben 648-an lakták, ebből 31 magyar, 26 német és 591 szlovák anyanyelvű.
1900-ban 545 lakosából 24 magyar, 8 német és 510 szlovák anyanyelvű volt.
1910-ben 659-en lakták: 78 magyar, 19 német és 512 szlovák anyanyelvű; ebből 300 római katolikus, 314 evangélikus, 28 izraelita, 13 református és 4 görög katolikus vallású.
1921-ben 712 lakosából 9 magyar, 17 német, 685 csehszlovák és 1 állampolgárság nélküli volt.
1930-ban 782-en lakták, ebből 7 magyar, 8 zsidó, 18 német, 694 csehszlovák és 55 állampolgárság nélküli.
1970-ben 855 lakosából 1-1 ukrán és egyéb, valamint 853 szlovák volt.
1980-ban 924 lakosából 6 cseh és 916 szlovák volt.
1991-ben 955 lakosából 3 cseh, 1 ukrán, 942 szlovák és 9 egyéb nemzetiségű volt. 
2001-ben 999-en lakták, ebből 3 cseh, 2 magyar, 1-1 ruszin, ukrán, bolgár és lengyel, 983 szlovák és 7 ismeretlen nemzetiségű.
2011-ben 1091 lakosából 4 cseh, 1 ukrán, 985 szlovák, 1 egyéb és 100 ismeretlen nemzetiségű.

## Neves személyek
- Itt született 1892-ben Ruttkay Nedeczky Vilmos(wd) festő, pedagógus.
- Itt szolgált Fehér Damáz (1913-1998) komáromi bencés gimnáziumi tanár, pap.

## Nevezetességei

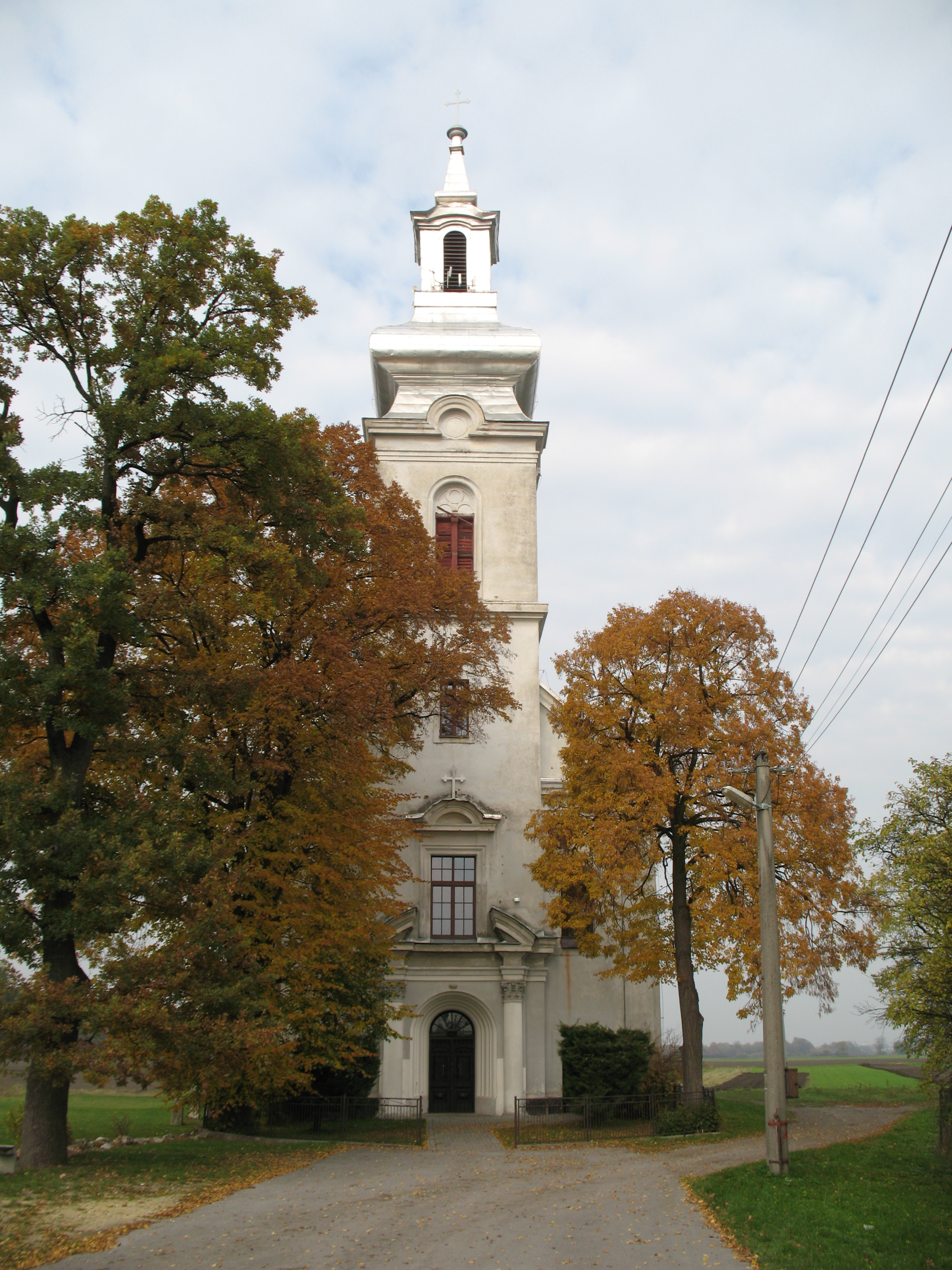
Templom
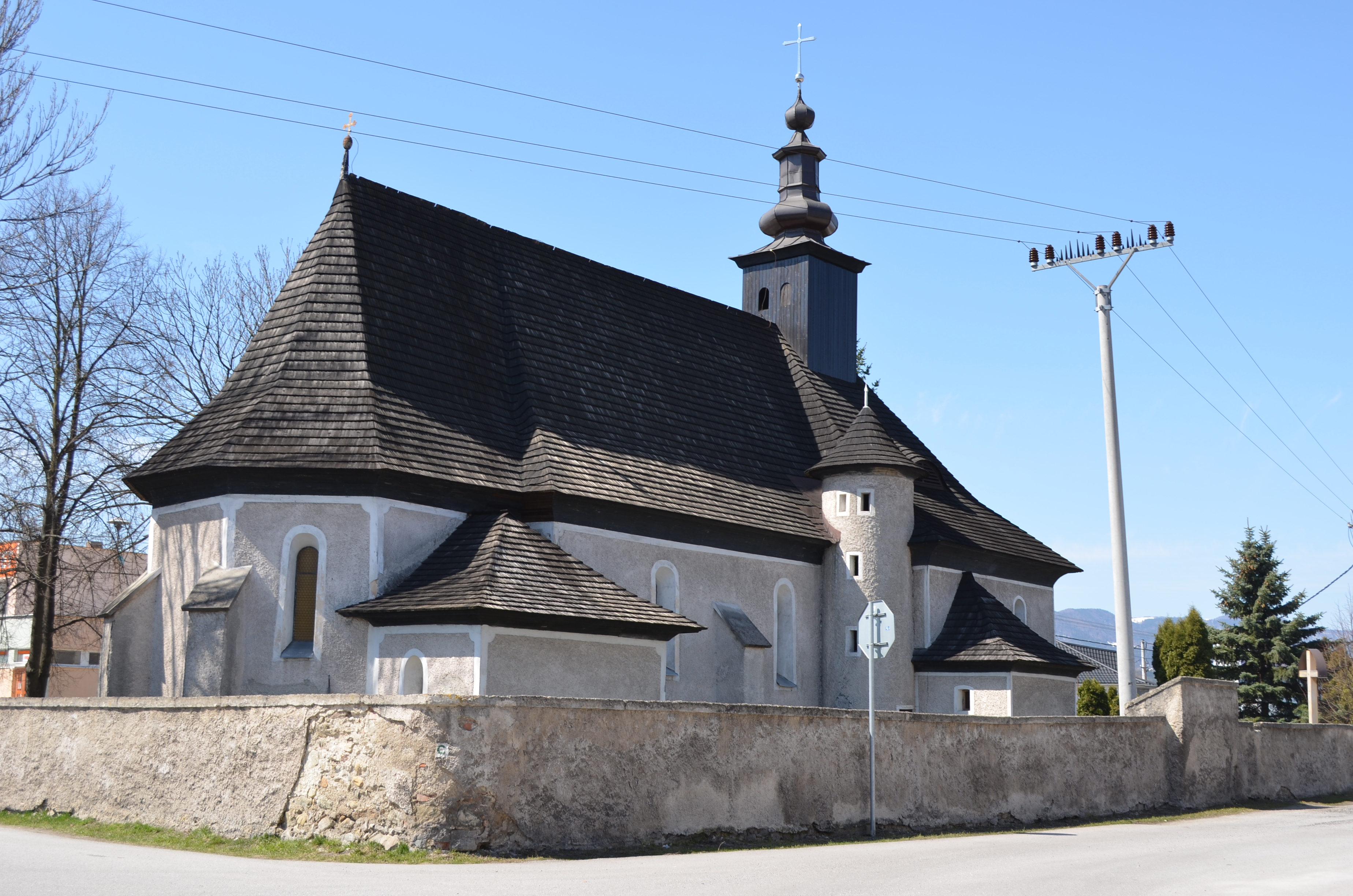
Templom
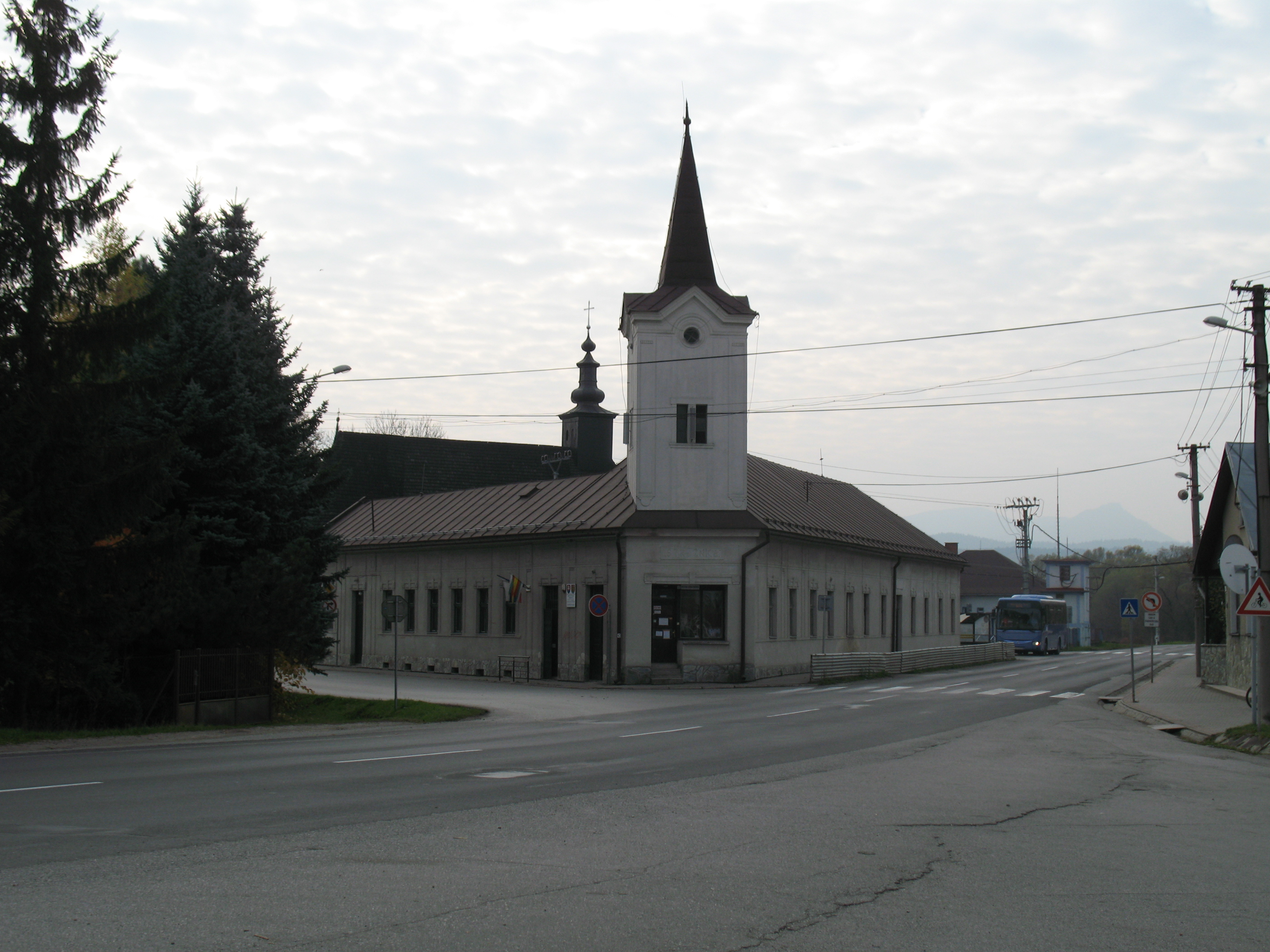

- Reneszánsz kastélya a 16. században épült, a 17. és 18. században átépítették.
- Barokk kastélya eredetileg szintén reneszánsz épület volt, a 19. században átépítették.
- Klasszicista kúriája a 19. század elején épült.
- Szent Simon és Júdás apostolok tiszteletére szentelt római katolikus temploma a 15. században épült, 1640-ben átépítették, majd többször megújították; jellegzetes fatornya van.
- Evangélikus temploma 1783-ban épült neobarokk-klasszicista stílusban. Tornyát 1901-ben építették, az egyik legszebb építmény Turócban.